# Dielocroce persica
Dielocroce persica is een insect uit de familie van de Nemopteridae, die tot de orde netvleugeligen (Neuroptera) behoort. 
Dielocroce persica is voor het eerst wetenschappelijk beschreven door Martynova in 1930.